# (17800) 1998 FG66
(17800) 1998 FG66 est un astéroïde de la ceinture principale d'astéroïdes de 9,945 km de diamètre découvert en 1998.

## Description
(17800) 1998 FG66 a été découvert le 20 mars 1998 à l'observatoire Magdalena Ridge, situé dans le comté de Socorro, au Nouveau-Mexique (États-Unis), par le projet Lincoln Near-Earth Asteroid Research (LINEAR).

### Caractéristiques orbitales
L'orbite de cet astéroïde est caractérisée par un demi-grand axe de 3,4 UA, un périhélie de 2,64 UA, une excentricité de 0,13 et une inclinaison de 11,08° par rapport à l'écliptique. Du fait de ces caractéristiques, à savoir un demi-grand axe compris entre 2 et 3,2 UA et un périhélie supérieur à 1,666 UA, il est classé, selon la JPL Small-Body Database, comme objet de la ceinture principale d'astéroïdes.

### Caractéristiques physiques
(17800) 1998 FG66 a une magnitude absolue (H) de 12,5 et un albédo estimé à 0,153, ce qui permet de calculer un diamètre de 9,945 km. Ces résultats ont été obtenus grâce aux observations du Wide-Field Infrared Survey Explorer (WISE), un télescope spatial américain mis en orbite en 2009 et observant l'ensemble du ciel dans l'infrarouge, et publiés en 2011 dans un article présentant les premiers résultats concernant les astéroïdes de la ceinture principale.